# Cristian Bălașa
Cristian Bălașa (n. 27 decembrie 1972, Pucioasa, România) este un fost fotbalist român și actual manager la clubul Chindia Târgoviște. Este tatăl fotbalistului Mihai Bălașa.
| Cariera de jucător | Cariera de jucător | Cariera de jucător | Cariera de jucător |
| Anii               | Clubul             | Jocuri             | Goluri             |
| ------------------ | ------------------ | ------------------ | ------------------ |
| 1995-1997          | Chindia Târgoviște | 69                 | 10                 |
| 1998-2003          | FC Argeș Pitești   | 162                | 18                 |
| 2003-2004          | Farul Constanța    | 24                 | 2                  |
| 2004               | FC Oradea          | 13                 | 1                  |
| 2005-2006          | FCM Târgoviște     | 25                 | 2                  |
| 2006-2010          | Concordia Chiajna  | 53                 | 1                  |